# フレスポジャングルパーク
フレスポジャングルパーク（Frespo Jungle Park）は、鹿児島県鹿児島市与次郎一丁目にある大和リースの複合商業施設。2006年10月14日開業。
「ジャングルパーク」とは、かつての遊園地「かごしま国際ジャングルパーク遊園地」のことで、長島企業グループが運営していたが、閉園後、跡地を大和工商リース（当時）へ賃貸し、大和工商リース（現・大和リース）が商業施設を建築した。
2025年にはフレスポジャングルパークリニューアル学生コンペが実施された。当施設は2027年夏を目処にリニューアルを計画している。

## 概要
- 開業: 2006年10月14日
- テナント総数: 23
- 階数: 2
- 売場面積:
- 駐車場: 901台

## テナント
- TOHOシネマズ与次郎 - シネマコンプレックス。開館から2008年2月29日までは九州東宝が運営・経営を行っていた。
- ニシムタ食鮮館 - 「ニシムタ与次郎本店」から食品コーナーを移転。
- 洋服の青山
- ザ・ダイソー
- 西松屋
- ザ・サードプラネット - ゲームセンター。
- 半田屋→2008年夏閉店→2008年12月12日再開店
- ファミリアーレ キッチン - イタリア料理をはじめとしたビュッフェ（バイキング）式レストラン。
- 寿し清か（すしさやか）
- アルペンクイックフィットネス
- メガネのヨネザワ
- スポーツデポ
- こども写真館 スタジオアリス
- カラオケ
- インターネットカフェ - 会員制のカフェ。

## アクセス

### 所在地等
- 〒890-0062　鹿児島県鹿児島市与次郎一丁目11-1

### 交通
- 鹿児島中央駅より
  - 鹿児島市電2系統に乗車、高見馬場電停より同1系統に乗換、荒田八幡電停徒歩15分
  - 鹿児島市営バス16番線「与次郎一丁目」バス停
- 鹿児島交通32-1番線・6-3番線「与次郎1丁目フレスポジャングルパーク前」バス停